# Сім шансів
Сім шансів (англ. Seven Chances) — американська чорно-біла німа кінокомедія Бастера Кітона 1925 року.

## Сюжет
Коли дядько заповідає Джиммі Шеннону 7 000 000 доларів, йому здається, що фортуна нарешті обернулася до нього обличчям, поки… він не натикається на коротку примітку: щоб право успадкування набуло чинності, йому потрібно одружитися не пізніше сьомої вечора 27-го дня свого народження. За дивовижним збігом, цей день сьогодні.
У Джиммі є дівчина, тому проблема не здається йому складною, але він чесно їй зізнається, що йому більш цікаві гроші, ніж вона сама. Як дівчина порядна, його подруга розриває стосунки, залишаючи його в повному сум'ятті — де знайти дружину до вечора..? Справжні друзі завжди готові прийти на допомогу, і вони підказують йому сім імовірних наречених, проте всі вони відкидають його. Тому, коли наближається сьома, Джиммі готовий одружитися з ким завгодно — манекеном кравця, трансвеститом і навіть шотландцем… Але навіть ці троє йому відмовляють.
Але друзі Джиммі дали оголошення в газету, і, прийшовши до церкви, Джиммі виявляє там екзальтований натовп у вінчальних сукнях. Навіть за дядькові 7 000 000 Джиммі не готовий зв'язати себе шлюбом з жодною з них, і втікає з церкви, переслідуваний нареченими…

## У ролях
- Бастер Кітон  — Джиммі Шеннон
- Т. Рой Барнс — його партнер
- Шнітц Едвардс — його адвокат
- Рут Дваєр — його дівчина
- Френсіс Реймонд — її мати
- Ервін Коннеллі — священник